# Villefranche-de-Rouergue
Villefranche-de-Rouergue – miejscowość i gmina we Francji, w regionie Oksytania, w departamencie Aveyron. W 2013 roku jej populacja wynosiła 12 775 mieszkańców. Przez gminę przepływa rzeka Aveyron. 

## Miasta partnerskie
- Sarzana, Włochy
- Pula, Chorwacja